# مستشفى أحد
مستشفى أحد هو أحد مستشفيات المدينة المنورة  ويتسع ل280 سرير. ويقع في منطقة السلام بالمدينة المنورة بجوار جامعة طيبة.  يحتوي المستشفى على حرم سكني حيث يقيم فيه طاقم المستشفى.